# The Judgment
Pour les articles homonymes, voir Judgement.
Pour plus de détails, voir Fiche technique et Distribution.
The Judgement (De veroordeling) est un film néerlandais réalisé par Sander Burger, sorti en 2020.

## Synopsis
Bas Haan se heurte à la police, à la justice et aux médias alors qu'il enquête sur l'affaire du meurtre de Deventer.

## Fiche technique
- Titre : The Judgement
- Titre original : De veroordeling
- Réalisation : Sander Burger
- Scénario : Bert Bouma et Sander Burger sur une idée Joram Willink et d'après le livre de Bas Haan
- Musique : Jorrit Kleijnen, Jacob Meijer et Alexander Reumers
- Photographie : Sal Kroonenberg
- Montage : Manuel Rombley
- Production : Piet-Harm Sterk
- Société de production : BIND et KRO-NCRV
- Pays :  Pays-Bas
- Genre : Biopic, drame et thriller
- Durée : 130 minutes
- Dates de sortie : 
  - États-Unis : décembre 2020 (Festival international du film de Seattle)
  - Pays-Bas : 2 septembre 2021

## Distribution
- Fedja van Huêt : Bas Haan
- Yorick van Wageningen : Michael de Jong
- Lies Visschedijk : Meike Wittermans
- Mark Kraan : Ernest Louwes
- George Tobal : Steve
- Porgy Franssen : Peter van Koppen
- Marike Mingelen : Gerda
- Bart Klever : Willem
- Leon Voorberg : Rein
- Ortál Vriend : Mireille
- Pauline Greidanus : Anneke Louwes
- Ad Knippels : l'avocat Jan Vlug
- Astrid van Eck : Adee Schoon
- Reinier Bulder : le professeur Jan van Mourik
- Carmen van Mulier : Esther

## Distinctions
Le film a été nommé pour onze Veaux d'or et en a remporté quatre : meilleur film, meilleur scénario, meilleur acteur pour Fedja van Huêt et meilleur second rôle masculine pour Yorick van Wageningen.